# Ecsenius midas
Ecsenius midas es una especie de pez de la familia Blenniidae en el orden de los Perciformes.

## Morfología
Los machos pueden llegar alcanzar los 13 cm de longitud total. Puede cambiar de color rápidamente cuando nada sumergido en aguas abiertas, para coincidir con la coloración de los otros peces con los que se mezcla; así, su fase de color amarillo o anaranjado se observa cuando se integra en algún cardumen con peces antias cola de lira (Pseudanthias squamipinnis).

## Reproducción
Es ovíparo.

## Alimentación
Come zooplancton.

## Hábitat
Es un pez de mar y de clima tropical y asociado a los  arrecifes de coral que vive entre 2 y 40 m de profundidad.

## Distribución geográfica
Se encuentra desde el Golfo de Aqaba hasta las Islas Marquesas.